# Ђанлука Бузио
Ђанлука Кристијано Бузио (енгл. Gianluca Cristiano Busio; Гринсборо, 28. мај 2002) је амерички фудбалер италијанског порекла који тренутно наступа за Венецију. Игра на позицији везног играча.

## Успеси
САД до 17
- Конкакафов шампионат до 17 година:  2019.[5]

 САД
- Конкакафов златни куп (1) :  2021.[6]

Појединачни
- Идеални тим Конкакафовог шампионата до 17 година: 2019.[7]